# Veta
Veta (cirill betűkkel Вета) egy falu Szerbiában, a Piroti körzetben, a Bela Palanka községben.

## Népesség
- 1948-ban 975 lakosa volt.
- 1953-ban 988 lakosa volt.
- 1961-ben 811 lakosa volt.
- 1971-ben 564 lakosa volt.
- 1981-ben 349 lakosa volt.
- 1991-ben 188 lakosa volt
- 2002-ben 134 lakosa volt, akik mindannyian szerbek.